# درو بانستر
درو بانستر (بالفرنسية: Drew Bannister)‏ (و. 1974  م) هو لاعب هوكي الجليد كندي، ولد في بيلفي، أونتاريو، مركز لعبه هو مدافع ‏.

## روابط خارجية
- درو بانستر على موقع دوري الهوكي الوطني (الإنجليزية)
- درو بانستر على موقع EliteProspects.com (الإنجليزية)
- درو بانستر على موقع Eurohockey.com (الإنجليزية)
- درو بانستر على موقع HockeyDB.com (الإنجليزية)
- درو بانستر على موقع Hockey-Reference.com (الإنجليزية)